# Kasi Lemmons
Kasi Lemmons, ursprungligen Karen Lemmons, född 24 februari 1961 i Saint Louis, Missouri, är en amerikansk skådespelare, manusförfattare och filmregissör.

## Biografi
Lemmons föddes i Saint Louis, Missouri. Modern arbetade inom psykologin och fadern som biologilärare. Lemmons är gift med skådespelaren och regissören Vondie Curtis-Hall. De har fyra barn, bland andra sonen och skådespelaren Henry Hunter och dottern Zora gemensamt. De andra två adopterade Lemmons 2011 av sin syster när hon avled i bröstcancer.

## Filmografi i urval
- 1991 – När lammen tystnar (roll)
- 1992 – Candyman (roll)
- 1993 – Fear of a Black Hat (roll)
- 1997 – Farlig sommar (manus och regi)
- 2001 – The Caveman's Valentine (regi)
- 2007 – Talk to Me (regi)
- 2013 – Black Nativity (manus och regi)
- 2019 – Harriet (manus och regi)
- 2022 – Whitney Houston: I Wanna Dance with Somebody (regi)